# Blankenburg (Harz)
Blankenburg (Harz) é um município da Alemanha, situado no distrito de Harz, no estado de Saxônia-Anhalt. Tem 148,91 km² de área, e sua população em 2019 foi estimada em 19.703 habitantes.